# Corona d'Olanda

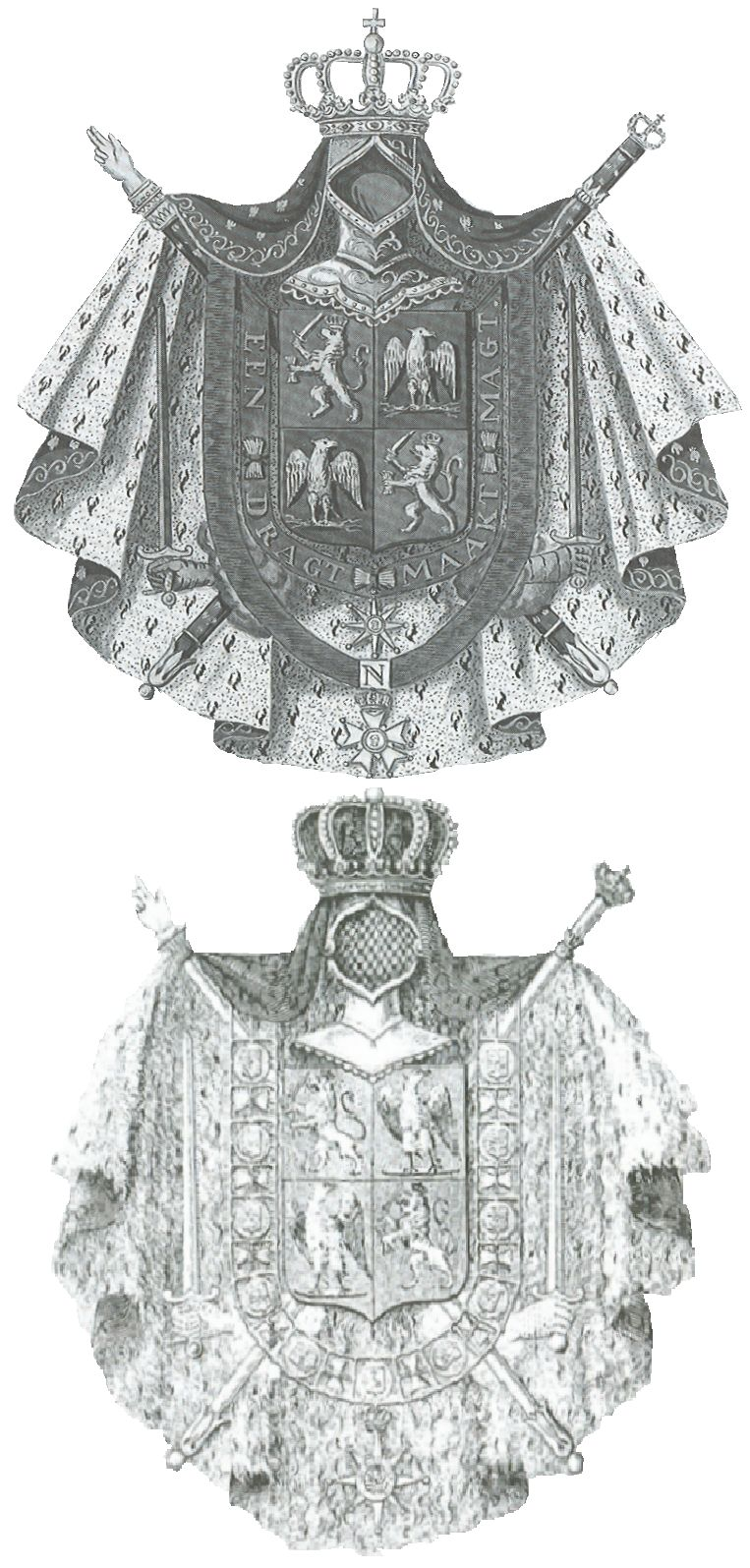
I due stemmi del Regno d'Olanda.

La corona d'Olanda non esistette mai materialmente, ma esistette solo sulla carta.
Quando Napoleone Bonaparte propose a suo fratello minore Luigi di diventare re di un nuovo regno che avrebbe sostituito la Repubblica batava, scelse il nome di Regno d'Olanda.
Uno statuto descrisse lo stemma e la corona regale del nuovo stato. Il 20 maggio 1807 un disegno dello stemma reale venne approvato dal re. La corona era sormontata da un globo con una croce.
Un secondo statuto, approvato il 6 febbraio 1806, non prevedeva invece la croce sul globo.
Successivamente, nel 1813, i Paesi Bassi scelsero un nuovo sovrano, Guglielmo I, il quale fece realizzare dei nuovi stemmi regali in sostituzione di quelli napoleonici.